# Dušan Susko
Dušan Susko (* 17. března 1965) je bývalý československý fotbalista.

## Fotbalová kariéra
Hrál za KPS Brno, Slavii Praha, České Budějovice, Zbrojovku Brno a FC Viktoria Plzeň. V československé a české lize nastoupil ve 34 utkáních a dal 1 gólů.

## Ligová bilance
| Ročník                                   | Zápasy | Góly | Klub              |
| ---------------------------------------- | ------ | ---- | ----------------- |
| 1. československá fotbalová liga 1988/89 | 8      | 0    | Slavia Praha      |
| 1. československá fotbalová liga 1989/90 | 13     | 0    | Slavia Praha      |
| 1. česká fotbalová liga 1993/94          | 13     | 1    | FC Viktoria Plzeň |
| CELKEM                                   | 34     | 1    |                   |